# Salpingotus pallidus
Espèce
Synonymes
- Prosalpingotus pallidus
 Shenbrot & Mazin, 1989 ssp. sludskii

Statut de conservation UICN

 DD  : Données insuffisantes
Salpingotus pallidus est une espèce de la famille des Dipodidés. Cette gerboise naine à trois doigts est originaire du Kazakhstan. Faute de données suffisantes, l'espèce n'est pas considérée comme étant en danger par l'Union internationale pour la conservation de la nature (UICN).